# Un viaggio nella Luna
Un viaggio nella Luna è un film del 1921 di Gino Zaccaria. È un film muto in bianco e nero considerato perduto. Prodotto da Lilliput Film di Roma, è probabilmente il primo film italiano fantascientifico d'animazione. Narra di un viaggio interplanetario compiuto in sogno da un giocattolo.

## Accoglienza e critica
(Kines, n. 3, Roma, 20 gennaio 1921, cit. in Aldo Bernardini e Vittorio Martinelli, Il cinema muto italiano. I film degli anni venti. 1921, Nuova ERI, 1996, p. 360, ISBN 978-88-397-0921-9.)